# Ivan Robida
Ivan Robida, slovenski nevrolog, psihiater in pisatelj, * 1. julij 1871, Ljubljana, † 12. oktober 1941, Ljubljana.
Bil je prvi predstojnik nevrološkega oddelka na Slovenskem.

## Življenjepis
Medicino je študiral v Gradcu in na Dunaju, kasneje se je s področja nevropsihiatrije izobraževal širom Evrope, v Nemčiji, Švici in Franciji. Leta 1900 se je zaposlil v Kranjski deželni blaznici Studenec, leta 1910 pa je postal predstojnik nevrološko psihiatričnega oddelka ljubljanske deželne bolnišnice, ki je leta 1935 postal prvi izključno nevrološki oddelek v Sloveniji. Robida je umrl je leta 1941, brez potomcev.
Veliko je deloval na področju sodne medicine. Leta 1920 je objavil Psihične motnje na alkoholski podlagi in objavljal klinične in znanstvene članke tudi v nemškem govornem področju (»Über psychische und nervöse Störungen nach Influenza«; »Ein Fall von einem, vom Canalis baseopharingealis ausgehenden malignen Tumor unter dem klinischen Bilde einer akuten Polioencephalitis superior«). 
Poleg medicinskih tekstov je znan tudi kot leposlovec.

## Leposlovna dela
- Cvetica ognjenica (1888)
- Erazem Tatenbach (1891) klasicistična drama
- Črtice iz zgodovine slikarstva slovenskega (1891)
- Za vzorom; novela
- Doktor Mahan; novela
- Dunajske pesmi
- Strast in čast (1896); drama
- Kmetska smrt (1900)